# Cockerelliana capitata
Cockerelliana capitata là một loài ruồi trong họ Tachinidae.